# Куличенко, Елена Алексеевна
Елена Алексеевна Куличенко (род. 28 июля 2002 года, Одинцово, Московская область, Россия) — российская прыгунья в высоту, выступающая за Кипр, победитель молодёжного чемпионата Европы, чемпионка и рекордсменка Кипра.
Представляла Россию до 31 мая 2021 года. На 2024 год выступает за Кипр.

## Биография
Елена родилась в Одинцово в семье Алексея и Марины Куличенко. Тренировалась в спортивной школе «Выбор-Одинцово» под руководством Натальи Загорулько. После окончания средней школы она выступала за один из российских вузов, однако позже Елена получила приглашение и стипендию от Университета Джорджии в Атланте. Она поступила на программу «Социальные отношения» на факультете социологии и вступила в местную легкоатлетическую команду «Бульдоги из Джорджии». При переезде советовалась с Лореном Сигрейвом, бывшим тренером Дарьи Клишиной.
Елена Куличенко сменила спортивное гражданство из-за ограничений, наложенных на российскую Федерацию лёгкой атлетики, что в свою очередь осложняло участие в международных соревнованиях. После смены спортивного гражданства Елена два года не могла выступать за Кипр. Её переходу в киприотскую федерацию способствовало то, что родители Елены, по информации Al Jazeera, в 2018 году получили гражданство Кипра по программе «золотых паспортов».
Елена Куличенко была выбрана знаменосцем сборной Кипра на Олимпиаде в Париже, однако накануне начала Игр был обнаружен аккаунт на сервисе OnlyFans, предположительно принадлежащий Елене. Национальный олимпийский комитет Кипра выразил своё недовольство по этому поводу, что поставило под сомнение перспективы легкоатлетки нести знамя сборной Кипра. Сама Елена заявила, что изображения в профиле не её, а сгенерированы ИИ.

## Спортивная карьера
Победитель первенства Московской области (184 см). Этот результат стал юношеским рекордом Подмосковья, а Елена получила звание «мастер спорта».
В 2017 году стала второй на европейском юношеском фестивале в Дьёре.
В 2019 году стала призёром Всероссийских юношеских соревнований в Краснодаре.
В 2021 году на юниорском первенстве России завоевала «серебро».
В 2022 была признана лучшим новичком зимнего легкоатлетического сезона Американской легкоатлетической лиги колледжей.
В июне 2023 завоевала «бронзу» на соревнованиях первого дивизиона NCAA в техасском Остине.
В июле 2023 в результатом 190 см стала чемпионкой Кипра.
В 2023 победила на молодёжном чемпионате Европы в финском Эспоо, завоевав первое «золото» для Кипра на соревнованиях такого уровня.
В августе 2023 года с личным рекордом (1,91)  стала второй на Летней универсиаде в Чэнду.
Участница финала чемпионата мира по лёгкой атлетике 2023. В квалификации установила свой личный рекорд на открытых стадионах 192 см.
9 мая 2024 года на соревнованиях во Флориде Елена установила новый национальный рекорд Кипра — 195 см.
В июне 2024 года на соревнованиях в Орегоне она улучшила это достижение, преодолев планку на высоте 197 см.